# Julius Gerlach
Julius Gerlach (* 5. Juli 1819 in Bartenstein, Ostpreußen; † 1. Juli 1873 in Tilsit) war ein deutscher Philologe, Gymnasiallehrer und Prediger in Tilsit. 1848/49 saß er in der Frankfurter Nationalversammlung. Für seine demokratischen Überzeugungen nahm er erhebliche Zurücksetzungen in Kauf.

## Leben
Als Sohn eines Feldwebels besuchte Gerlach das Altstädtische Gymnasium (Königsberg). Nach dem Abitur studierte er an der Albertus-Universität Königsberg evangelische Theologie und Philologie (Deutsch, Geschichte, Hebräisch). Er promovierte zum Dr. phil. Zunächst unterrichtete er an der Königin-Luise-Schule (Königsberg). Zum 1. Mai 1844 ging er an die Königliche Litthauische Provinzialschule. In Tilsit wurde er Vorsitzender des Demokratisch-Konstitutionellen Klubs. Bei der dritten Nachwahl am 4. November 1848 wurde er in die Frankfurter Nationalversammlung gewählt. Als einziger der 26 ostpreußischen Abgeordneten unterstützte er den Antrag Ludwig Uhlands, dass die „von der Krone Preußen einseitig verkündete Verfassung nicht beständig und mit dem Selbstgefühl eines freien Volkes nicht verträglich“ wäre, „solange dieselbe nicht mit den Vertretern des preußischen Volkes vereinbart worden ist“. Am 14. Mai 1849 verlangte die Krone Preußen die Mandatsniederlegung der in Preußen gewählten Abgeordneten. Im Tilsener gemeinnützigen Wochenblatt legte Gerlach dar, weshalb er der Anordnung nicht folgen und im Parlament bleiben wolle – „solange es ihm die Pflicht gebiete, in der festen Ueberzeugung, daß sein Entschluß mit der Willensgesinnung seines Wahlbezirks in Üebereinstimmung stehe“. Gerlach schied am 30. Mai 1849 aus dem Parlament aus; nichtsdestoweniger verbot ihm die Schulaufsicht 1851 den Religionsunterricht am Gymnasium. 1854 verließ Gerlach deshalb den Schuldienst. Er wurde Diaconus an der Stadtkirche Tilsit und übernahm als solcher auch das Amt eines städtischen Schulinspektors. 1872 bewarb er sich um die inzwischen frei gewordene zweite Pfarrerstelle. Obwohl ihn die Kirchengemeinde gewählt hatte, wurde seine Bewerbung abgewiesen. Mit seinen Predigten und besonders mit seiner Mildtätigkeit und Hilfsbereitschaft  gewann er immer mehr Anhänger. Er starb mit 54 Jahren im Amt.